# Koninklijke Nederlandsche Yachtclub

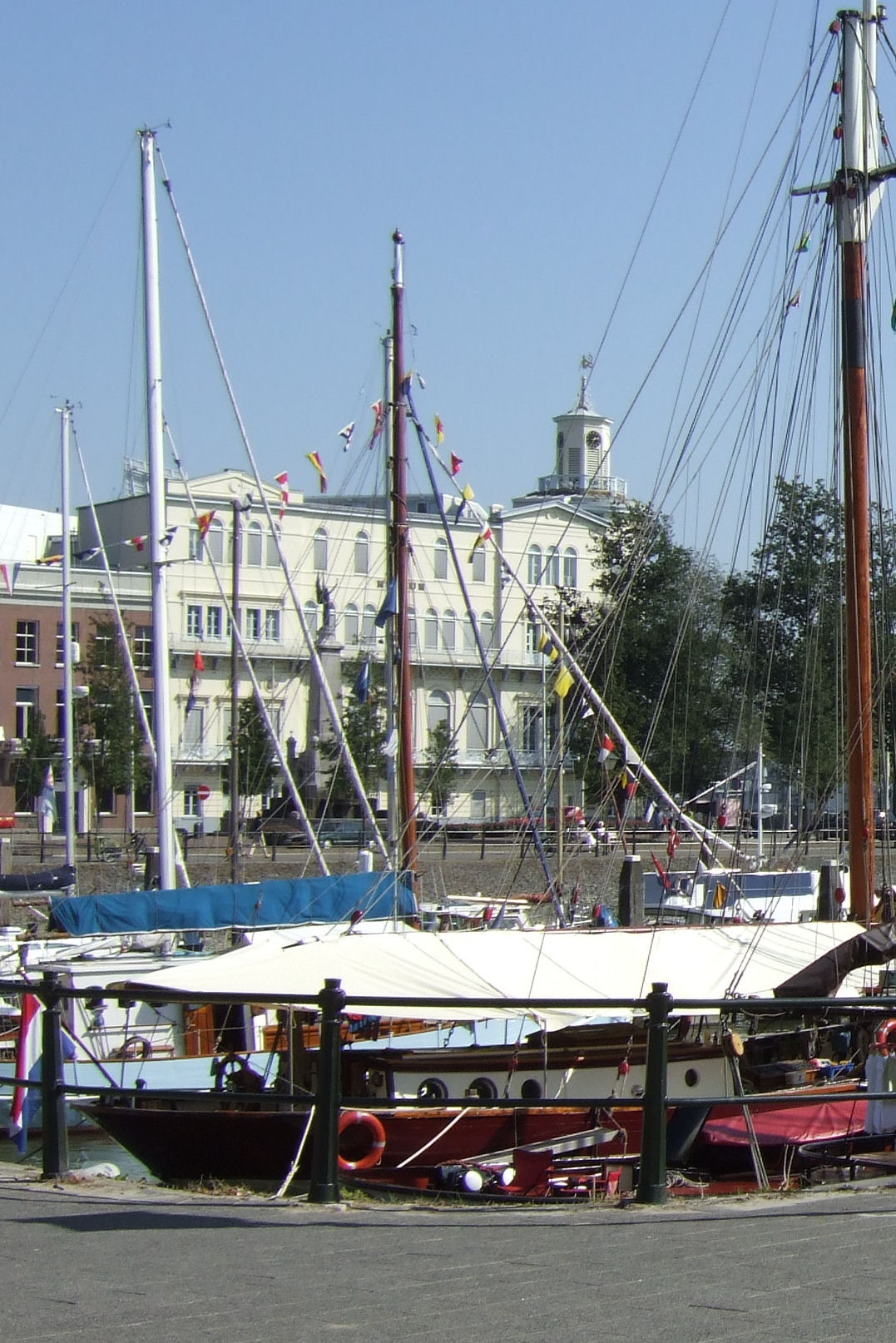
Voormalig clubgebouw van de Yachtclub aan de Veerhaven en Willemskade

De Koninklijke Nederlandsche Yachtclub was een watersportvereniging in Rotterdam die in 1846 werd opgericht door prins Hendrik. Zijn broer, koning Willem III, aanvaardde het beschermheerschap.
In 1851 werd een classicistisch pand aan de westzijde van de Willemskade bij de Veerhaven in gebruik genomen  ontworpen door de Amsterdamse architect  A.N. Godefroy. Het gebouw was bedoeld als sociëteit, om wedstrijden op de Maas te bekijken en verder om de collectie scheepsmodellen en etnologische voorwerpen te huisvesten. 
Op de begane grond waren kleed- en waslokalen, dienstruimtes en bergingen. 
Vanaf de eerste verdieping en het balkon konden de leden de wedstrijden op 
het water volgen. Hier was ook de eetzaal. Op de tweede verdieping was een appartement voor de prins. 
De Yachtclub wilde meer zijn dan een plaatselijke watersportvereniging, en zou een 'Nederlandsche' club moeten worden. Vanaf het begin zat het echter niet mee: het bestuur telde zes Rotterdammers en slechts een Amsterdammer. De afstanden waren rond 1850 nog groot, en men bleef liever dichter bij huis. In Amsterdam werd december 1847 de Koninklijke Nederlandsche Zeil en Roeivereeniging opgericht met dezelfde doelstellingen als de Yachtclub. Na de oprichting van de KNZ&RV beëindigden de meeste Amsterdammers hun lidmaatschap van de Yachtclub. Rond 1860 waren er onderhandelingen met het bestuur van de in 1851 opgerichte Koninklijke Roei- en Zeilvereniging De Maas om tot samengaan van beide verenigingen te komen. De onderhandelingen leidden niet tot het gewenste resultaat. 
Met de Yachtclub ging het steeds minder florissant, zodat in 1871 Prins Hendrik financieel moest bijspringen om de schuldeisers te voldoen. Het overlijden van Prins Hendrik in 1879 bracht ook het einde van de Yachtclub in zicht, en in 1882 werd de Yachtclub door gebrek aan financiële middelen opgeheven. Een aantal leden, voor zover nog geen Maaslid, stapte over naar de De Maas, die in 1908 een sociëteit aan de Veerhaven liet bouwen omdat de oude sociëteit op Katendrecht moest verdwijnen voor de bouw van de havens. 
Het yachtclubgebouw fungeerde na 1885 als een maritiem museum en een etnografisch museum zoals dat al eerder in Leiden en Haarlem was gebeurd. Op 1 mei 1885 werd het Museum voor Land- en Volkenkunde geopend. Beide musea bleven hier tot na de Tweede Wereldoorlog gevestigd, en werden later herdoopt tot Wereldmuseum Rotterdam. De historische verzameling scheepsmodellen van de Yachtclub vormde de basis voor het latere Maritiem Museum 'Prins Hendrik', inmiddels omgedoopt tot Maritiem Museum Rotterdam.